# 莫里斯山公园历史区
莫里斯山公园历史区（Mount Morris Park Historic District）于1971年被纽约市地标保护委员会指定为美国历史区，是莫里斯山公园街区的一部分。它包括哈莱姆区中部的16个街区，大致边界为：南到西118街，北到西124街，东到第五大道、莫里斯公园西，西到小亚当克莱顿鲍威尔大道 (第七大道). 该地区的核心莫里斯山广场现在称为马库斯·加维公园。

## 历史
在欧洲人定居之前，土著会登上小山，了望整个曼哈顿岛。后来在修建纽约-哈莱姆铁路（今公园大道路线）时，小山被夷为平地。  
1839年9月4日，原来的赛马场开辟为占地20-英畝（81,000-平方）的住宅广场。1840年12月1日，莫里斯山广场正式揭幕。市长罗伯特·H·莫里斯。1869年，新广场才由城市测量师Ignaz Pilat制定规划，中央公园委员会为此分配了15,000美元。.19世纪末和20世纪早期的排屋住宅和教堂建筑充满了莫里斯山公园历史区。罗马复兴、新希腊、安妮女王风格和1893年芝加哥哥伦布纪念博览会共同创造了镀金时代以来的折衷风格。

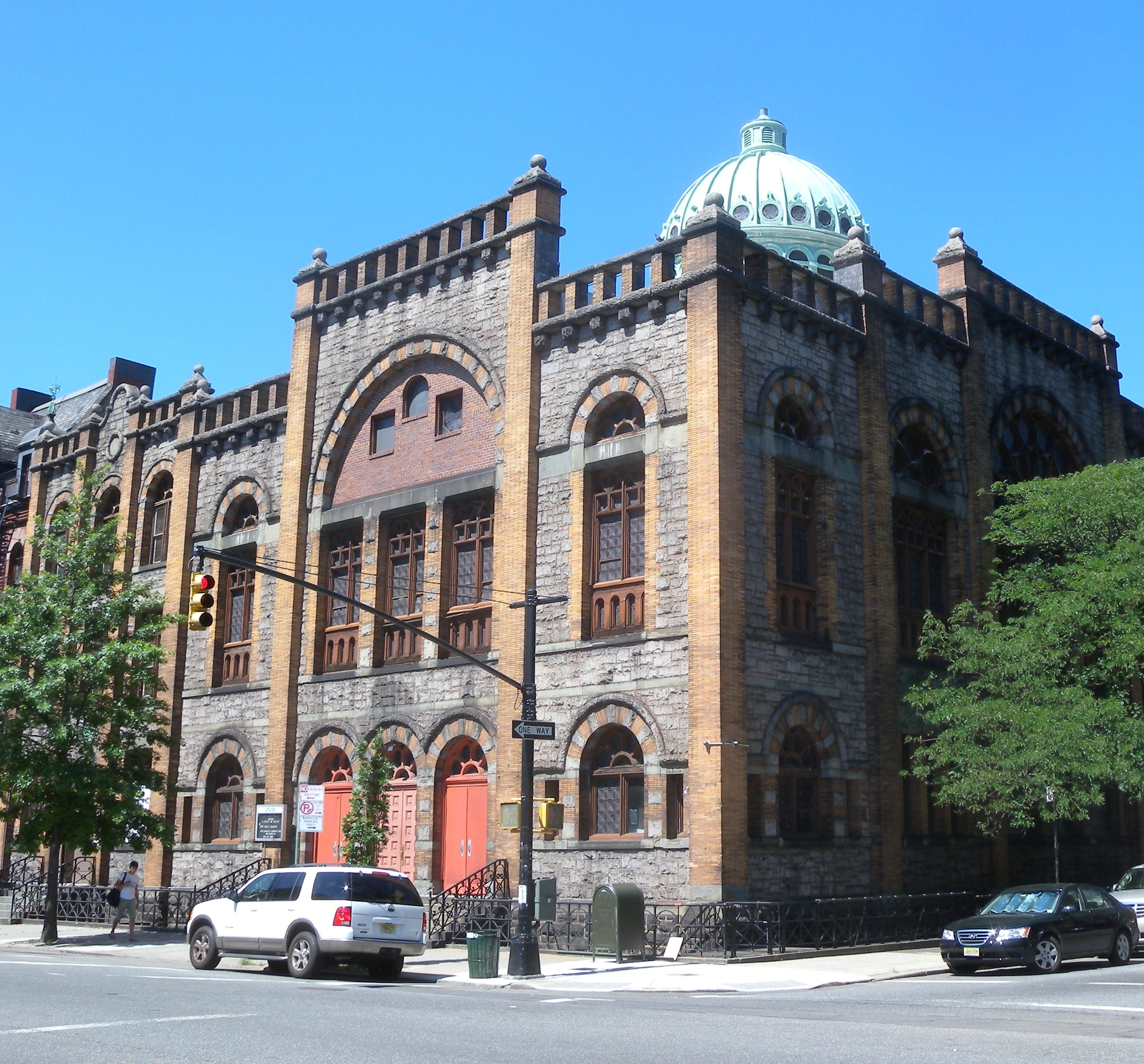
Mt Morris Ascension Presbyterian Church

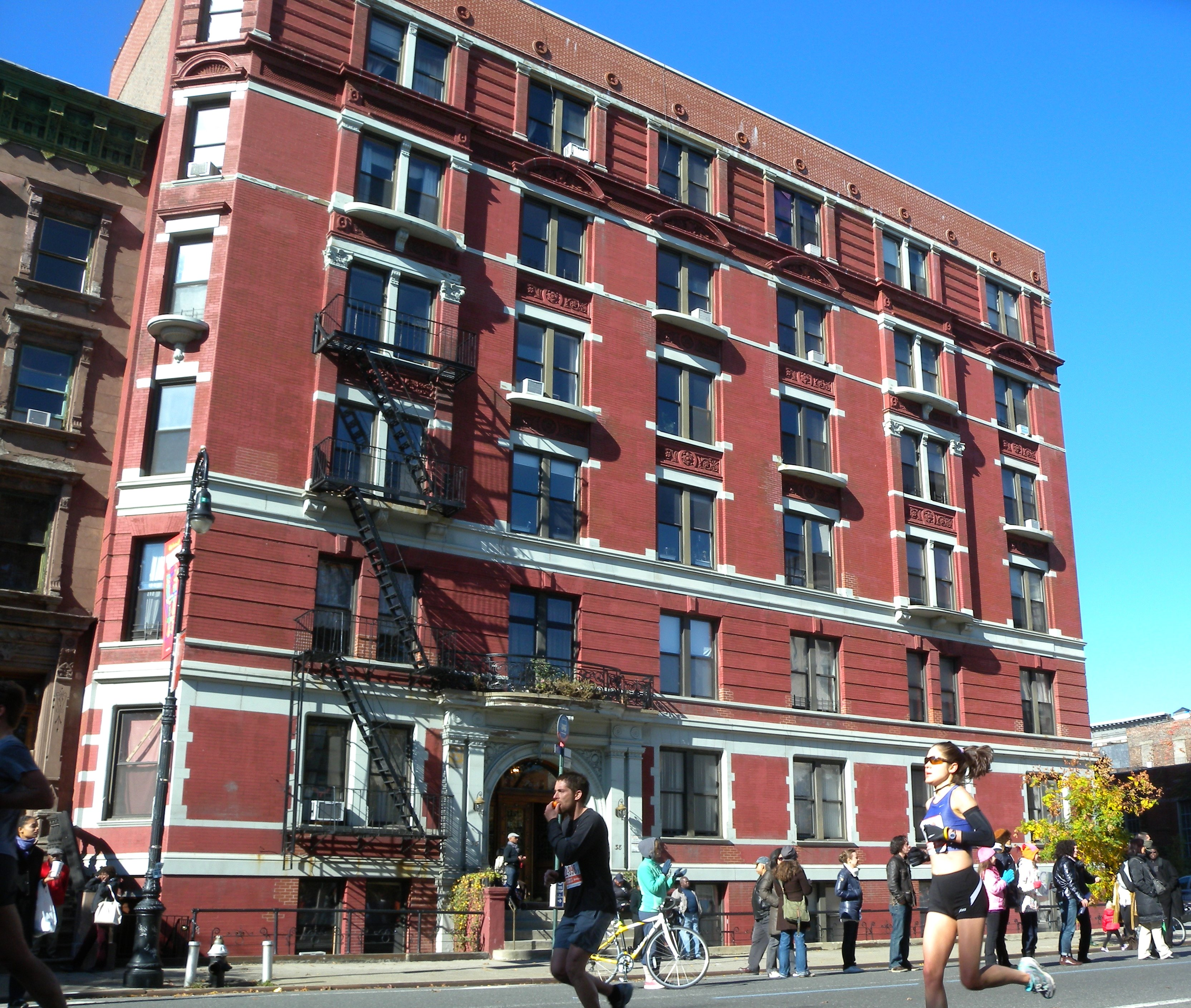

1973年，广场的名称改为马库斯·加维公园，以纪念国际泛非主义运动领袖。1973年，莫里斯山公园历史区被列入国家史迹名录。
1981年，莫里斯山公园社区协会成立。 该组织促进建筑物的保护，如阿波罗剧院、国家黑人剧院等，还支持哈莱姆画室博物馆，每年6月第二周举办历史街区之旅。这是一座褐石地标建筑，向公众开放。1996年5月24日，历史区的边界向西、向南有所扩展，其中向南扩展到西118街。